# Diocesi di Lagania
La diocesi di Lagania (in latino Dioecesis Laganitana) è una sede soppressa del patriarcato di Costantinopoli e una sede titolare della Chiesa cattolica.

## Storia
Lagania, identificabile con le rovine di Dikmen Huyuk nei pressi del villaggio di Dikmen, distretto di Beypazarı, in Turchia, è un'antica sede episcopale della provincia romana della Galazia Prima nella diocesi civile del Ponto. Faceva parte del patriarcato di Costantinopoli ed era suffraganea dell'arcidiocesi di Ancira.
All'epoca dell'imperatore Anastasio I (491-518) la città prese il nome di Anastasiopoli, ed è con questo nome che la diocesi compare in tutte le Notitiae Episcopatuum del patriarcato di Costantinopoli dal VII al XII secolo.
Con il titolo di episcopus Laganiensis, Eufrasio prese parte al concilio di Calcedonia del 451 e sottoscrisse nel 458 la lettera dei vescovi della Galazia Prima all'imperatore Leone in seguito all'uccisione del patriarca alessandrino Proterio.
Con il titolo di vescovi di Anastasiopoli sono noti i seguenti prelati: Teodosio, verso la fine del VI secolo e Timoteo, suo diretto successore; san Teodoro il Siceota, morto il 22 aprile 613; Genesio, che partecipò al concilio di Costantinopoli del 680 e al concilio in Trullo del 691-692; Teofilo, che fu tra i padri del concilio di Nicea del 787; e Mariano, che prese parte al concilio di Costantinopoli dell'879-880 che riabilitò il patriarca Fozio di Costantinopoli. Un ultimo e anonimo vescovo di Anastasiopoli è ancora menzionato in una lettera indirizzata nel 1274 a papa Gregorio X.

## Sede titolare
Dalla fine del XIX secolo, Lagania è annoverata tra le sedi vescovili titolari della Chiesa cattolica; la sede è vacante dal 23 febbraio 1971. Istituito come Laganiensis, il titolo è modificato in Laganitanus dal 1933.
Secondo Eubel il titolo fu assegnato fin dal XVIII secolo come Lengonensis, titolo che quest'autore identifica con la sede di Lagania. Tuttavia, gli Annuari pontifici dell'Ottocento identificano la sede Lengonensis con Legione, presunta sede vescovile della Galilea suffraganea di Scitopoli. A partire dal 1875 il titolo fu modificato in Legionensis.

## Cronotassi

### Vescovi greci
- Eufrasio † (prima del 451 - dopo il 458)[7]
- Teodosio † (fine VI secolo)
- Timoteo †
- San Teodoro il Siceota † (? - 22 aprile 613 deceduto)
- Genesio † (prima del 680 - dopo il 692)
- Teofilo † (menzionato nel 787)
- Mariano † (menzionato nell'879)
- Anonimo † (menzionato nel 1274)

### Vescovi titolari
- Conrad Abels, C.I.C.M. † (9 luglio 1897 - 4 febbraio 1942 deceduto)
- Ivan Garufaloff, C.R. † (6 luglio 1942 - 7 agosto 1951 deceduto)
- Xavier Geeraerts, M.Afr. † (10 gennaio 1952 - 23 febbraio 1971 deceduto)